# La Trappe Puur
La Trappe Puur is een Nederlands biologisch Trappistenbier van La Trappe. 
Het bier wordt gebrouwen in de Bierbrouwerij De Koningshoeven van de abdij "Onze Lieve Vrouw van Koningshoeven" in Berkel-Enschot nabij Tilburg in Noord-Brabant, Nederland.

Het is een stroblond bier met een alcoholpercentage van 4,7%. Dit is het enige biologisch bier ter wereld met het Authentic Trappist Product label.